# La Légende de Barney Thomson
Pour plus de détails, voir Fiche technique et Distribution.
La Légende de Barney Thomson (The Legend of Barney Thomson, plus connu aux États-Unis sous le nom de Barney Thomson) est une comédie dramatique canado-britannico-américaine réalisée par Robert Carlyle, sortie en 2015 et basée sur le roman de Douglas Lindsay, The Long Midnight of Barney Thomson. C'est le deuxième film que réalise l'acteur écossais Robert Carlyle, qui est aussi l'une des stars de ce film, avec Emma Thompson, Ray Winstone, Ashley Jensen et Brian Pettifer. Il était prévu que le film soit présenté au Festival international du film d'Édimbourg en juin 2015, avant que la date de sortie du film ne soit repoussée au 24 juillet 2015.

## Synopsis
Situé à Glasgow, le film est centré sur un homme d'une cinquantaine d'années, Barney Thomson, qui travaille en tant que coiffeur et barbier au Henderson's Barbers à Bridgeton, où il a une vie médiocre et inintéressante. Après avoir accidentellement tué son employeur, Wullie, la vie de Barney se trouve à jamais bouleversée.

## Fiche technique[2],[3],[4],[5]
- Titre original : The Legend of Barney Thomson
- Titre français : La Légende de Barney Thomson
- Réalisation : Robert Carlyle
- Scénario : Richard Cowan, Colin McLaren, d'après le roman de Douglas Lindsay, The Long Midnight of Barney Thomson
- Directrice du casting :
- Producteurs : John G. Lenic, Kaleena Kiff, Brian Coffey, Holly Brydson, Richard Cowan
- Montage : Mike Banas
- Pays d'origine :  Canada  États-Unis  Royaume-Uni
- Langue originale : anglais
- Genre : Comédie dramatique, Thriller, Policier
- Durée : 96 minutes
- Dates de sortie :
  - Royaume-Uni : 24 Juillet 2015
  - Irlande : 24 Juillet 2015
  - France : 1er octobre 2019 en vidéo

## Distribution[2],[3],[4],[5]
- Robert Carlyle : Barney Thomson
- Emma Thompson : Cemolina, la mère de Barney
- Ray Winstone : l'Inspecteur Holdall
- Ashley Jensen (VF : Julie Manautines)[6] : l'Inspecteur June Robertson
- Kevin Guthrie : le Lieutenant MacPherson
- Sam Robertson : le Lieutenant Sam Jobson
- Brian Pettifer : Charlie, l'ami de Barney
- Stephen McCole : Wullie Henderson, le patron de Barney
- Eileen McCallum : Mrs. Gaffney
- James Cosmo : James Henderson, le père de Wullie et le propriétaire du Henderson's Barbers
- Barbara Rafferty : Jean Monkrieff
- Tom Courtenay : le Commissaire McManaman
- Kevin Guthrie : MacPherson, un collègue de Barney

## Réception
Les différents avis partagés sur Rotten Tomatoes, rapportent 59% d'avis positifs basés sur 29 critiques et une moyenne 6/10 pour ce film. Le site affirme consensuellement que « La Légende de Barney Thomson peut ne peut être à la hauteur de son titre grandiose, mais qu'il offre une belle carte d'appel pour le réalisateur, Robert Carlyle, et la performance d'Emma Thompson ajoute une étincelle ». Sur Metacritic, le film a une note normalisée de 59 sur 100, sur 9 examens, 7 sont mitigés et, seulement 2 sont positifs. Sur Imdb, il obtient la note de 6,3/10, avec 3893 votes.